# Nada Sōsō
Nada Sōsō (tiếng Nhật: 涙そうそう、tiếng Việt: Nước mắt tràn) là một bài hát được viết bởi Moriyama Ryoko và được sáng tác bởi BEGIN. Lời bài hát nói về tình cảm của Moriyama đối với người em trai đã chết của mình.
Ngoài phiên bản của Moriyama năm 1998 và phiên bản của BEGIN năm 2000, phiên bản của Natsukawa Rimi năm 2001 cũng là một hit, và được nhiều nghệ sĩ cover lại. Nó cũng nổi tiếng như một bài hát chia tay và bài hát tốt nghiệp, và đã được chọn là một trong 100 bài hát hay nhất ở Nhật Bản. Khóa ở F major (Phiên bản BEGIN ở A major).

## phiên bản Moriyama Ryoko
Bài hát lần đầu tiên xuất hiện trong đĩa hát của Ryoko Moriyama vào năm 1998, dưới dạng một ca khúc trong album Time Is Lonely của cô, một album thậm chí còn không phá vỡ được bảng xếp hạng 100 album hàng đầu của Oricon.

## phiên bản BEGIN
BEGIN được phát hành dưới dạng đĩa đơn thứ 18 vào ngày 23 tháng 3 năm 2000.
Phiên bản Begin của bài hát đã được sử dụng làm bài hát chủ đề của trò chơi PlayStation 2 của Marvelous Entertainment, Inaka Kurashi: Minami no Shima no Monogatari (いなか暮らし～南の島の物語, Cuộc sống nông thôn: Chuyện của Nam đảo) vào năm 2002.
| STT              | Nhan đề                                                      | Sáng tác                | Arranger         | Thời lượng |
| ---------------- | ------------------------------------------------------------ | ----------------------- | ---------------- | ---------- |
| 1.               | "Nada Sōsō"                                                  | Begin, Ryoko Moriyama   | Mitsuo Hagita    | 4:00       |
| 2.               | "Kariyushi no Yoru (かりゆしの夜 Harmony with Nature Night)" | Begin, Yasukatsu Ōshima | Yasukatsu Ōshima | 5:00       |
| 3.               | "Hana (Live Version) (花 Flowers)"                           | Shoukichi Kina          | Begin            | 5:00       |
| 4.               | "Nada Sōsō (Karaoke)"                                        | Begin, Ryoko Moriyama   | Mitsuo Hagita    | 4:00       |
| Tổng thời lượng: | Tổng thời lượng:                                             | Tổng thời lượng:        | Tổng thời lượng: | 18:00      |

## phiên bản Natsukawa Rimi
Natsukawa Rimi được phát hành vào ngày 23 tháng 3 năm 2001 dưới dạng đĩa đơn thứ ba. Natsukawa đã thấy BEGIN phát bài hát này trên chương trình phát sóng trên TV của Hội nghị thượng đỉnh Okinawa và muốn cover lại. BEGIN đã cung cấp "Anata no kaze"(あなたの風, gió của bạn) để đáp ứng yêu cầu của Natsukawa, nhưng Natsukawa vẫn bị mắc kẹt với "Nada Sōsō" và cuối cùng vỏ bọc đã được thực hiện. Năm 2001, nó trở thành số 1 trên bảng xếp hạng hàng năm trên 3 đài phát thanh ở Okinawa (FM Okinawa, Ryukyu Broadcasting, Radio Okinawa). Phải mất một thời gian trước khi nó được biết đến trên toàn quốc, nhưng nó đã tiếp tục trở thành một hit trong hơn ba năm kể từ năm 2002. Doanh số cộng dồn vượt quá 1,2 triệu.
| STT              | Nhan đề                                                                                        | Sáng tác                      | Arranger         | Thời lượng |
| ---------------- | ---------------------------------------------------------------------------------------------- | ----------------------------- | ---------------- | ---------- |
| 1.               | "Nada Sōsō"                                                                                    | Begin, Ryoko Moriyama         | Seiichi Kyoda    | 4:21       |
| 2.               | "Anata no Kaze (あなたの風 Your Wind)"                                                         | Begin                         | Seiichi Kyoda    | 4:23       |
| 3.               | "Hana ni Naru (Acoustic Version) (花になる（アコースティック・ヴァージョン） Become a Flower)" | Mami Takubo, Takashi Tsushimi | Chuei Yoshikawa  | 4:57       |
| 4.               | "Nada Sōsō (Instrumental Version)"                                                             | Begin, Ryoko Moriyama         | Seiichi Kyoda    | 4:20       |
| 5.               | "Anata no Kaze (Instrumental Version)"                                                         | Begin                         | Seiichi Kyoda    | 4:21       |
| Tổng thời lượng: | Tổng thời lượng:                                                                               | Tổng thời lượng:              | Tổng thời lượng: | 22:23      |